# Actinolaimoides radiatus
Actinolaimoides radiatus är en rundmaskart som beskrevs av Nathan Augustus Cobb 1913. Actinolaimoides radiatus ingår i släktet Actinolaimoides och familjen Actinolaimidae. Inga underarter finns listade i Catalogue of Life.